# Vampire (drone)
Pour les articles homonymes, voir Vampire (homonymie).
Le Vampire (surnommé Baba Yaga du nom d'une sorcière du folklore slave) est un drone militaire ukrainien, utilisé pour la défense contre l'invasion russe.

## Conception
Le Vampire est développé par la société ukrainienne SkyFall. Ses concepteurs ont expliqué au média ukrainien Focus, qui les a rencontrés en avril 2023, avoir commencé sa conception en juin 2022, quand la Russie avait acquis la supériorité aérienne totale au-dessus de l’Ukraine.
Le Vampire est un drone du type multirotor (en)
doté de six hélices,, chacune au bout d’un bras. Le drone Vampire est rapide, avec une vitesse maximale de 120 km/h, (ou seulement 80 km/h à vide et 40 km/h à pleine charge, soit 23 mètres par seconde, selon d’autres sources). Son plafond opérationnel est de 400 mètres d'altitude,. Toutefois, il a une autonomie limitée : 23 minutes de vol et un rayon d'action de 10 kilomètres,,,,,, mais il peut recevoir un signal à une distance maximale de 6 kilomètres de sa station de contrôle.
Son principal atout, pour ne pas dire son « arme secrète », est la caméra thermique,,,,, dont il est équipé. Selon ses concepteurs, celle-ci permet à l'opérateur de pouvoir distinguer des cibles à une distance d'environ 120 mètres autour du drone. Cela le rend très efficace pour les attaques de nuit,,,,,, le type spécifique d'opérations pour lesquelles il a été conçu, d’où son nom de Vampire. Dans l'obscurité, les troupes russes, généralement mal dotées en matériel de vision nocturne, sont aveugles. Les drones vampires sont difficiles à repérer et peuvent larguer des bombes sur leurs cibles qui sont sans méfiance. Il existe d’autres drones qui disposent également de la technologie d’imagerie thermique, mais leur charge utile n’est pas aussi élevée que celle du Vampire, selon les informations ukrainiennes,,. Sa capacité à voler de jour comme de nuit avec une lourde charge explosive fait du Vampire un atout précieux. En effet, le Vampire est capable de transporter une charge allant jusqu’à 15 kg,,,,,,. Il est capable d'emporter plusieurs types de munitions à fragmentation, à charge creuse et thermobarique. Ces dernières sont peu précises mais extrêmement dévastatrices. Concrètement, il s'agit d'une bombe qui libère d'abord un nuage de combustible vaporisé puis l’enflamme. L’explosion ainsi créée provoquant une énorme onde de choc. Le Vampire est principalement utilisé pour cibler les chars et autres véhicules blindés ennemis, ainsi que les dépôts de munitions, les entrepôts et les lignes de défense,.
Le Vampire fait partie des rares drones, avec le Kajan, capables de transporter une mine terrestre antichar à effet de souffle TM-62, largement utilisée dans la guerre russo-ukrainienne. Ces mines d'une dizaine de kilos sont semées par les deux camps pour ralentir la progression des troupes ennemies. Normalement, elles sont enfouies sous terre ou dispersées sur le sol, mais les Ukrainiens ont inventé un autre mode d’utilisation : larguer les mines depuis des drones, comme s'il s'agissait de bombes. En effet, les obus de mortier sont efficaces contre les véhicules blindés, mais ils ne parviennent pas à perforer les bunkers et les bâtiments en béton. Les mines TM-62, en revanche, conviennent très bien pour détruire des cibles statiques. Matthew Moss, un historien militaire britannique, cofondateur du site web The Armourer's Bench, explique : « Elles ont un effet de souffle considérable, elles sont donc utiles pour des missions de démolition. Et puis on en trouve partout, elles sont une source d'explosifs facilement accessible. » Cette tactique de guerre inédite, quoique très artisanale, permet aux Ukrainiens d'effectuer à peu de frais des frappes qui exigent une grande précision, sans pour cela utiliser d’armes à guidage de précision, qui sont beaucoup plus onéreuses.
Sa grande charge utile permet également au Vampire d’être utilisé comme vaisseau mère pour des drones plus petits. Les batteries de ces petits drones sont rechargées pendant leur transport, ce qui leur permet d’attaquer des cibles à des distances allant jusqu’à 30 kilomètres,.
Un autre avantage du Vampire est qu’il est plutôt résistant aux systèmes de brouillage radio employés par les Russes pour mettre hors de combat les drones ukrainiens, comme les fusils anti-drones. Le Vampire y est moins sensible que d’autres drones,,, et rentre sans difficulté à sa base. Différents systèmes pour réduire la puissance du brouillage radio existent. Le Vampire possède des antennes qui servent à contrer les dispositifs électroniques de brouillage déployés par les Russes. Un opérateur de drone explique : « Même quand on voit que la connexion baisse, avec l’antenne, le drone reste sous contrôle et on peut le récupérer. Les antennes qui boostent le signal nous aident beaucoup ». Par contre, l'antenne est visible de loin, donc elle n’est installée que pour la durée d'une mission. Dès que l’opérateur reçoit l’ordre de décollage, il monte l’antenne, et il la démonte au retour de mission. La société SkyFall affirme qu'en cas de brouillage du signal GPS, le drone peut continuer à voler jusqu'à ce que la communication soit rétablie. Naturellement, le drone ne pourra pas voler éternellement, et si ses batteries viennent à s’épuiser, il tombera et explosera.
Autre avantage du drone : sa facilité d'utilisation. La société SkyFall explique que 3 heures suffisent pour former les opérateurs qui utiliseront le drone sur le champ de bataille. Ceux-ci s'entraînent en conditions réelles, dans la nuit, à diriger les drones avec leur caméra thermique. Les soldats doivent donc être capables d'attacher les munitions dans le noir. Pour s'entraîner, ils utilisent des bouteilles d'eau à la place des explosifs et tentent de viser une croix dessinée au sol dans un champ.
Le seul réel inconvénient du drone est son prix de revient : selon la société Skyfall, le Vampire coûte 10 000 dollars pièce, (selon d’autres sources, ce serait plus de 23 000 euros l'unité) soit trois fois le coût d'un missile Trembita, que les Ukrainiens veulent produire en masse dans les prochains mois, et qui leur revient seulement à environ 3 000 euros l’exemplaire. De plus, les Vampires sont assez lourds et nécessitent un camion pour les transporter.

## Engagements
L’existence du drone a été révélée par Mykhaïlo Fedorov, le vice-premier ministre ukrainien chargé de l’innovation, du développement de l’éducation, des sciences et des technologies. Il assure aussi les responsabilités de ministre de la transformation numérique,,,,,,,. En juin 2023, Fedorov avait déjà partagé des images d’un drone Vampire livrant de l’aide humanitaire aux habitants de la rive sud du fleuve Dniepr occupée par la Russie. Le drone a en effet été utilisé d’abord pour des missions humanitaires, notamment pour porter des colis aux sinistrés après l’explosion du barrage hydroélectrique de Kakhovka.
Mais la vocation première du Vampire est militaire. Il fait partie du projet baptisé Army of Drones (l’Armée des drones), l’armée spéciale de drones de l’Ukraine. Il s’agit d’une initiative de l’État-major général des forces armées ukrainiennes, du ministère de la transformation numérique, du service d’État pour les communications spéciales et la protection de l’information de l’Ukraine et de United24, une plateforme gérée par le gouvernement ukrainien qui collecte des fonds pour la guerre en Ukraine. Le programme est consacré à l’acquisition de drones, leur entretien et leur remplacement, ainsi qu’à la formation de pilotes. « Avec une armée de drones, nous pouvons surveiller en permanence la ligne de front longue de 2470 kilomètres et répondre efficacement aux attaques ennemies », a expliqué Mykhailo Fedorov.
Vendredi 18 août 2023, Fedorov a annoncé sur Telegram que le projet Army of Drones a fourni aux forces armées ukrainiennes plus de 270 drones Vampire qui vont être envoyés vers le front. Il a posté sur X (ex-Twitter) une vidéo montrant une pièce remplie de drones Vampire qui vont être envoyés sur les lignes de front dans l’est et le sud de l’Ukraine pour « soutenir nos soldats pendant la contre-offensive,,,,,,,, ».
Le 21 août, Fedorov partage la vidéo de l’attaque d’un Vampire dans les environs de la ville décimée de Bakhmout dans le Donetsk, à l’est de l’Ukraine, près des lignes de front où les combats restent intenses. Le drone lâche une grenade antichar sur un dépôt d'essence et un véhicule de combat blindé russes durant sa mission,.. Une vue presque ordinaire aujourd’hui, tant cette méthode est utilisée depuis le début de l’invasion de l’Ukraine par la Russie en février 2022. Fedorov a déclaré dans un communiqué de presse qu’au cours de la semaine précédente, les drones de l’armée ukrainienne avaient détruit 33 chars russes, 43 véhicules blindés et 10 dépôts de carburant et de munitions. Plus de la moitié du matériel perdu par l’armée russe en Ukraine le serait par l’utilisation de drones.
Mardi 28 novembre 2023, le ministère de la Défense ukrainien a partagé une vidéo sur le drone Vampire de United24. Le véhicule aérien sans pilote y est décrit comme le « cauchemar des Russes,, ». La propagande ukrainienne affirme que le drone Vampire est en train de devenir un tel cauchemar pour les soldats russes que ces derniers lui ont donné un surnom menaçant : Baba Yaga, du nom d’une sorcière maléfique du folklore russe,,,. Le Vampire semble donc bien en voie de devenir pour les Russes l’équivalent moderne des Sorcières de la nuit qui terrifiaient les soldats allemands de la Seconde Guerre mondiale.